# Dario Marianelli
Dario Marianelli (* 21. Juni 1963 in Pisa) ist ein italienischer Filmmusikkomponist.

## Leben
Marianelli studierte zunächst Klavier und Komposition in Florenz und London. Nach dem Abschluss arbeitete er ein Jahr lang als Komponist an der Londoner Guildhall School of Music and Drama. Dort leitete er die Contemporary Music Society (Gesellschaft für zeitgenössische Musik). Dank mehrerer Stipendien (unter anderem von der Gulbenkian Foundation) belegte er Kurse bei Judith Weir und Lloyd Newson und studierte von 1994 bis 1997 an der National Film and Television School in Beaconsfield bei London.
Er begann 1994 damit, Filmproduktionen musikalisch zu untermalen. Sein erstes Werk war die Musik zum 1994 erschienenen Film Models Required. Zu seinen bekanntesten Werken zählen die Vertonung von Stolz und Vorurteil, September, V wie Vendetta und Brothers Grimm. Außerdem komponierte er die Musik zu zahlreichen Dokumentationen, Animationsfilmen, für Theater, Tanzveranstaltungen und Konzerte.
1997 erhielt er den Benjamin Britten Composition Prize. Für die Musik zu Joe Wrights Stolz und Vorurteil war er bei der Oscarverleihung 2006 in der Kategorie Beste Filmmusik nominiert. 2008 wurde er mit dem Golden Globe Award und dem Oscar für die Musik zu Joe Wrights Film Abbitte ausgezeichnet und für den Europäischen Filmpreis 2008 nominiert.

## Filmografie (Auswahl)
- 2001: Hand in Hand mit dem Tod (Happy Now)
- 2002: In This World – Aufbruch ins Ungewisse (In This World)
- 2005: Stolz und Vorurteil (Pride & Prejudice) (OST: UK: Silber; US: Gold)[1]
- 2005: Brothers Grimm (The Brothers Grimm)
- 2005: V wie Vendetta (V for Vendetta)
- 2005: Shooting Dogs
- 2006: The Return
- 2006: Shrooms – Im Rausch des Todes (Shrooms)
- 2007: Goodbye Bafana
- 2007: Abbitte (Atonement)
- 2007: Die Fremde in dir (The Brave One)
- 2009: Agora – Die Säulen des Himmels (Agora)
- 2009: Der Solist (The Soloist)
- 2009: Everybody’s Fine
- 2010: Eat Pray Love
- 2011: Jane Eyre
- 2011: Lachsfischen im Jemen (Salmon Fishing in the Yemen)
- 2012: Anna Karenina
- 2012: Quartett (Quartet)
- 2013: Redemption – Stunde der Vergeltung (Hummingbird)
- 2013: Dritte Person (Third Person)
- 2014: A Long Way Down
- 2014: Die Boxtrolls (The Boxtrolls)
- 2015: Wild Card
- 2015: Everest
- 2016: Kubo – Der tapfere Samurai (Kubo and the Two Strings)
- 2016: Ali and Nino
- 2017: Die dunkelste Stunde (Darkest Hour)
- 2017: Paddington 2
- 2018: Bumblebee
- 2019: Pinocchio
- 2020: Der geheime Garten (The Secret Garden)
- 2021: Ein Junge namens Weihnacht (A Boy Called Christmas)
- 2024: Ghostbusters: Frozen Empire
- 2024: Paddington in Peru

## Auszeichnungen (Auswahl)
- 2006: Oscar-Nominierung für den Film Stolz und Vorurteil
- 2008: Oscar für den Film Abbitte
- 2008: Golden Globe Award für den Film Abbitte
- 2008: World Soundtrack Award für den Film Abbitte
- 2013: Oscar-Nominierung für Anna Karenina